# پلاس آگ
پلاس آگ (انگلیسی: Plus AG) شرکت خرده‌فروشی آلمانی است، که در سال ۱۹۷۲ تأسیس شد.